# Сражение под Доманицами
Сражение под Доманицами — сражение ноябрьского восстания 1830 года в Польше, часть наступления Прондзыньского.
10 апреля 1831 года 2-й полк улан, состоявший из 4 эскадронов под командованием генерала Людвика Кицкого и подполковника Михаила Мыцельского, при поддержке артиллерии Юзефа Бема — авангард польской армии догнал и разбил при селе Доманицы отряд русских гусар (10 эскадронов), возглавляемый генералом Владимиром Сиверсом — арьергард русской армии.
Русские потеряли около 200 человек убитыми, 250 попали в плен. В тот же день, несколькими часами позже, польская армия, в том числе и полк Кицкого, одержала победу в сражении при Игане.